# Veluwse Auto Dienst

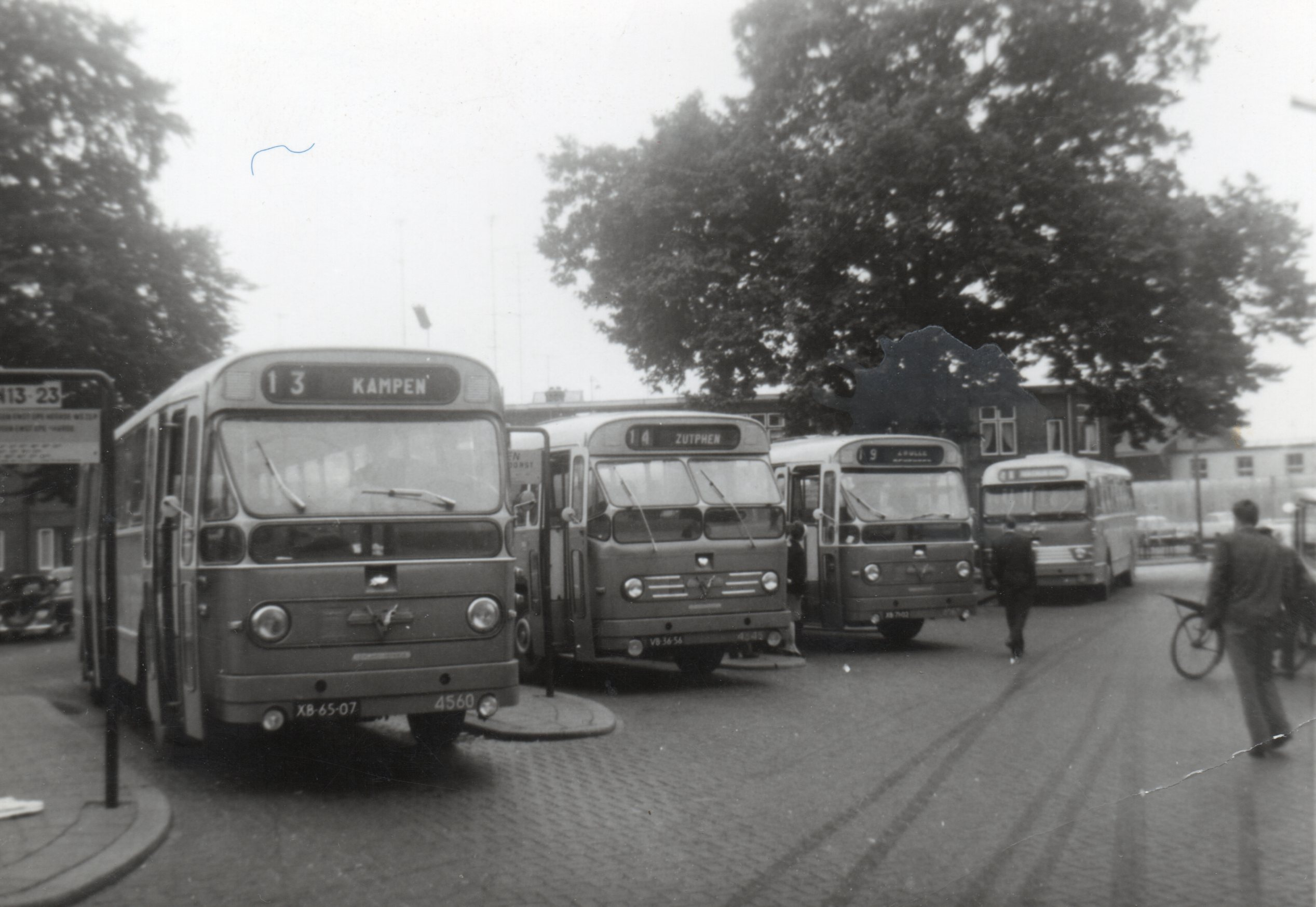
Apeldoorn, busstation Sophiaplein, 1965, met gereedstaande VAD-bussen

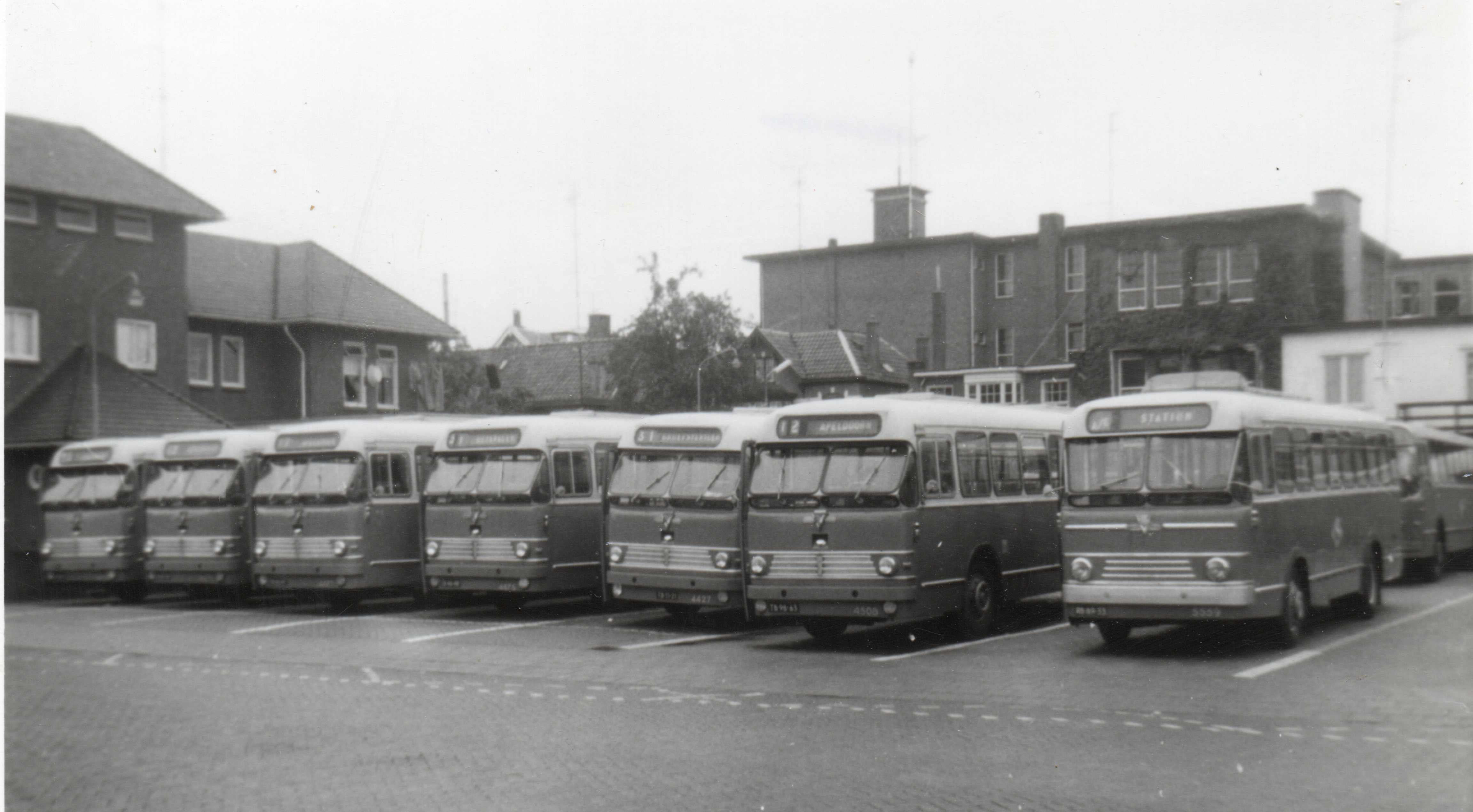
Zes streekbussen en een stadsbus van de VAD op het Sophiaplein in Apeldoorn, 1965

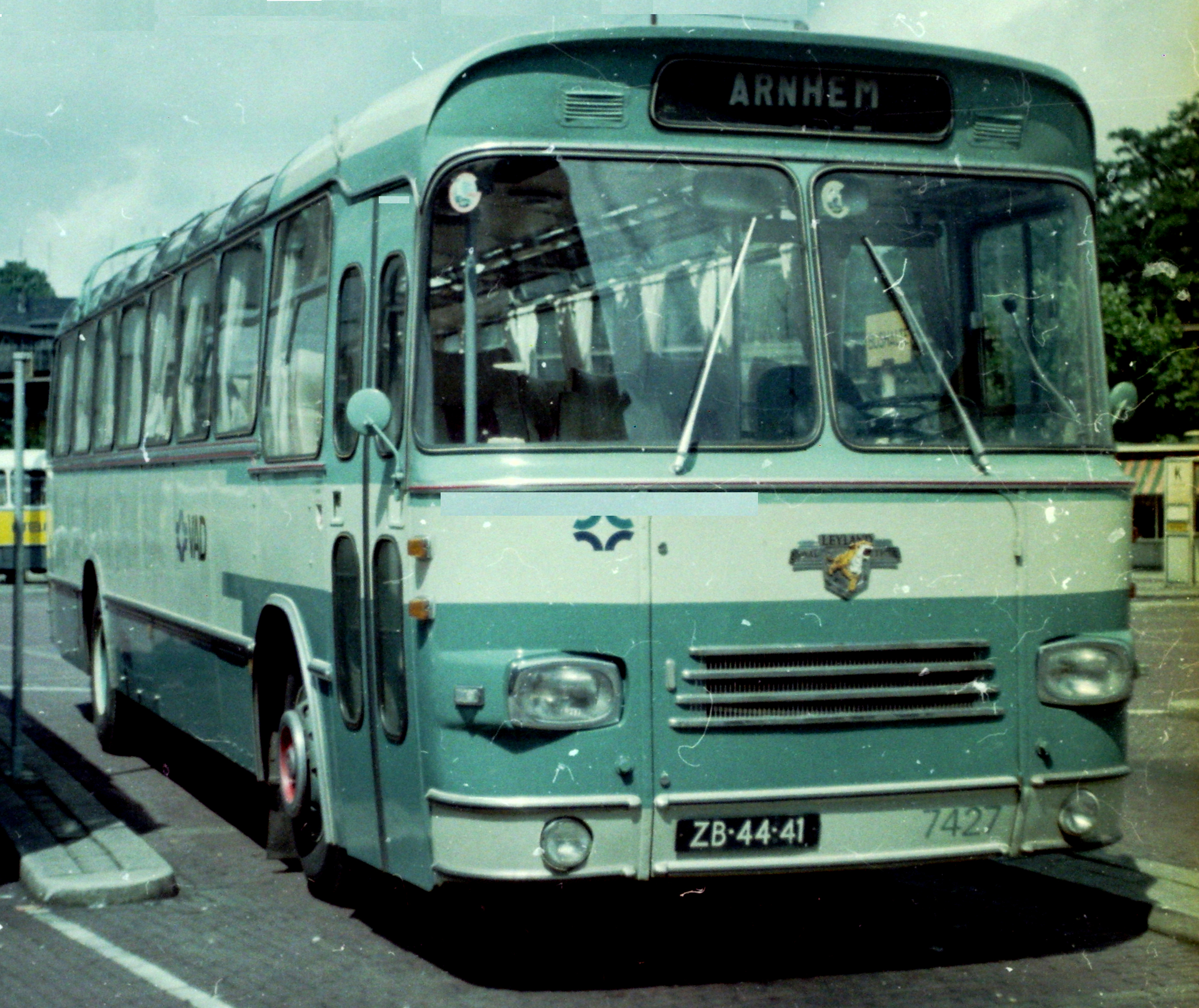
Een bus voor toer- en groepsvervoer van de Veluwse Auto Dienst

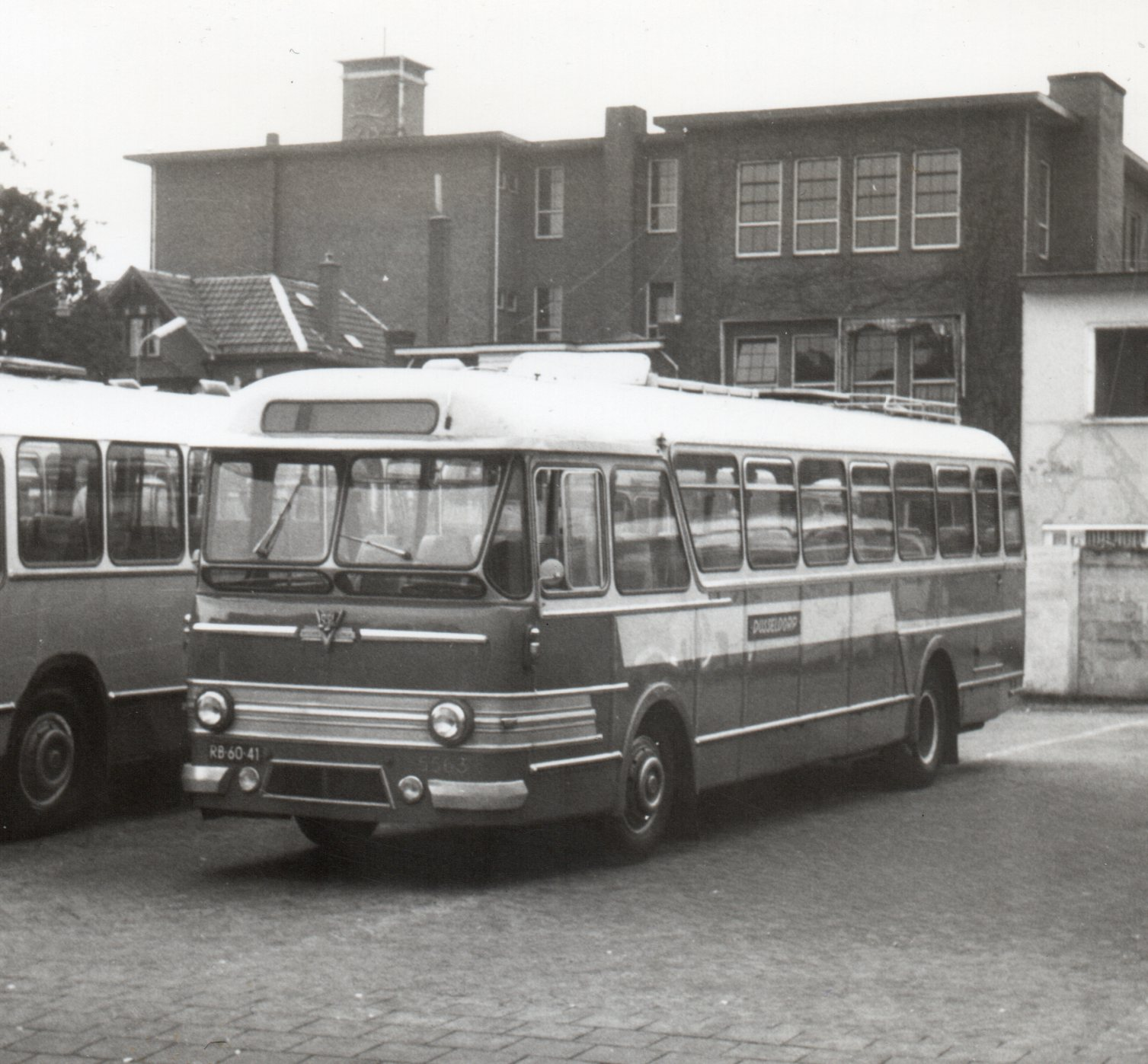
VAD-bus 5563 in de kleuren van Dusseldorp te Apeldoorn

De Veluws(ch)e Auto Dienst (VAD) was een Nederlands openbaarvervoerbedrijf, oorspronkelijk gevestigd te Ermelo en vanaf 1970 te Apeldoorn.

## Geschiedenis
Het bedrijf werd opgericht in 1923 door de heren G. van Emst, J. Moolhuizen, A.E. Rikkers, D. Zwikker en G. Zwikker. Men begon met drie T-Ford-bussen te rijden op het traject Nunspeet – Amersfoort. In 1925 werd het bedrijf een naamloze vennootschap (NV).
Vanaf 1929 werd het lijnnet uitgebreid met verbindingen van Ermelo naar Arnhem en Apeldoorn en een lijn Nijkerk – Barneveld. In 1942 werd het traject Nunspeet - Zwolle van de ATO overgenomen, waardoor de dienst Amersfoort – Nunspeet werd gewijzigd in Amersfoort – Zwolle. Ook werden door de VAD vanaf 1942 de lijnen Ermelo – Harderwijk – Apeldoorn en Barneveld – Apeldoorn geëxploiteerd. In 1943 werd de VAD een dochteronderneming van de NS. In en na de Tweede Wereldoorlog vonden verdere uitbreidingen van het lijnennet rond Apeldoorn plaats door inlijving van onder meer de NV Noord-Oost Veluwsche Autobusdiensten (NOVA) en de NV Autobusdienst Apeldoorn-Arnhem (AAA). Na de bevrijding kwam het bedrijf geleidelijk weer op gang. Eind 1946 had men alweer 45 autobussen voor 12 lijnen beschikbaar.
Verdere expansie van het VAD-busvervoer vond plaats doordat in 1947 de spoorlijn Dieren - Apeldoorn en in 1950 de spoorlijn Apeldoorn - Zwolle werden gesloten. In 1952 kreeg de VAD de concessie van de gemeente Apeldoorn voor het lokale vervoer in die stad. Vanaf 1954 ging de VAD als eerste busdiensten verzorgen in de in 1942 drooggelegde Noordoostpolder, later deel van de nieuwe provincie Flevoland. Deze lijnen gingen in 1959 naar de nieuw opgerichte onderneming Flevodienst te Lelystad. Ook in dat jaar werden de lijnen van Dijkstra's Autobus Dienst (DAB) te Epe overgenomen. In de jaren zestig werd de VAD eigenaar van het touringcarbedrijf Dusseldorp, dat nog een aantal jaren onder die naam bleef rijden.
De VAD had nu het busvervoer op de gehele Veluwe in handen, maar daarmee was de expansie nog niet voltooid. In 1976 werd een aanzienlijke uitbreiding van het vervoersgebied buiten de eigenlijke Veluwe verkregen doordat een gedeelte van Autobusdienstonderneming Salland te Deventer door de VAD werd ingelijfd. Al eerder waren VAD, Flevodienst en Salland in feite één bedrijf met drie verschillende namen, maar met een gemeenschappelijke bedrijfsvoering onder één directie te Apeldoorn. In 1980 volgde de overname van een deel van de buslijnen van de firma Tensen uit Soest. Met ingang van 1 januari 1981 traden de (in feite al eerder gefuseerde) Veluwse Auto Dienst en Flevodienst op onder de naam Verenigde Autobus Diensten VAD.

## Trivia
- Met de nieuwe dienstregeling van juni 1947 ging de VAD op last van de Commissie Vergunningen Personenvervoer ook op zondagen rijden. Het niet respecteren van de zondagsheiliging leidde tot Kamervragen van het SGP-Tweede Kamerlid C.N. van Dis sr. In de gemeenteraden van Putten en Barneveld werd serieus gedebatteerd over de vraag of de toegang tot de gemeentelijke wegen op zondag aan de bussen moest worden ontzegd.

## Museumbus
In de collectie van de Stichting Veteraan Autobussen bevindt zich de voormalige VAD-bus 7319, een Leyland-Van Hool semi-touringcar, gebouwd in 1962.